# 第201飛行隊 (航空自衛隊)
第201飛行隊（だい201ひこうたい、JASDF 201st Tactical Fighter Squadron）は、航空自衛隊北部航空方面隊第2航空団隷下の航空自衛隊の戦闘機部隊である。千歳基地に所属し、戦闘機にF-15J/DJ、連絡機にT-4を運用する。

## 概要
第201飛行隊は1963年（昭和38年）3月5日に航空自衛隊初のF-104戦闘機部隊として、千歳基地第2航空団隷下で編成された。編成初期は「F-104機種転換操縦課程(操縦者教育)」と対領空侵犯措置任務に基づく実働任務の両方を任務としていた、1964年（昭和39年）12月1日に、F-104戦闘機の4番目の部隊として新田原基地第5航空団隷下に第204飛行隊が編成され「F-104機種転換操縦課程」は第204飛行隊が受け持つことになり、以後第201飛行隊は対領空侵犯措置任務のみとなった。
1974年（昭和49年）10月1日にF-4EJを運用する第302飛行隊が編成された為、解隊される。当時冷戦が激化していた1986年（昭和61年）3月19日に、航空自衛隊F-15J戦闘機4番目の部隊として、F-15戦闘機部隊として復活再編された。
部隊マークはF-104戦闘機時代は、「201」の数字をモチーフにしたものが描かれていた。現在のF-15戦闘機の垂直尾翼に描かれている部隊マークは、ヒグマの横顔である。
因みにアメリカ海軍のアメリカ海軍戦闘機兵器学校（通称「トップガン」）の航空自衛隊版とも言えるトップパイロットに与えられるベストガイ（織田裕二主演で映画の舞台ともなっており、同隊所属と言う設定）と呼ばれる称号がある（同じ千歳基地を本拠とする203飛行隊にもベストガイ制度がある為、実質には2名である）。

## 沿革
- 1962年（昭和37年）3月22日 - 千歳基地で臨時F-104飛行隊編成[2]。
- 1963年（昭和38年）3月5日 - F-104戦闘機部隊として千歳基地第2航空団隷下にて編成[2]。
- 1964年（昭和39年）12月1日 - F-104Jによる対領空侵犯措置任務付与[2]。
- 1965年（昭和40年）4月17日 - 無事故飛行10,000時間達成[3]。

6月18日 - アラート待機任務開始。
8月7日 - 第201飛行隊初のホットスクランブル。
- 1970年（昭和45年）5月14日 - ホットスクランブル1,000回達成[3]。
- 1974年（昭和49年）10月1日 - 第201飛行隊閉隊[2]。
- 1986年（昭和61年）3月19日 - F-15飛行隊として再編成[2]。
- 1994年（平成06年）6月13日 - 航空総隊戦技競技会組織戦闘部門優勝（第203飛行隊と同点優勝）[4]。
- 2001年（平成13年）6月11日 - コープノース・グアム2001に参加[5]。
- 2003年（平成15年）4月21日～5月2日 - 航空自衛隊で初の空中給油訓練に第203飛行隊と参加[6]。

6月5日 - コープサンダー2003に参加。
- 2005年（平成17年）4月18日～4月26日 - 日米合同空中給油訓練に第203飛行隊と参加[7]。

6月10日 - コープサンダー2005に参加。
- 2006年（平成18年）3月18日 - 部隊創隊20周年記念行事を実施[8]。
- 2013年（平成25年） - F-15近代化改修機の配備開始[2]。
- 2016年（平成28年）3月19日 - 部隊創隊30周年記念行事を実施[9]。

10月24日 - 航空自衛隊初の日英共同訓練「ガーディアンノース16」に参加。
- 2019年（令和元年）9月24日～10月4日 - 日豪共同訓練「武士道ガーディアン19」に参加[11]。

## 歴代運用機
- 戦闘機
  - F-104J/DJ（1963年～1974年）
  - F-15J/DJ（1986年～）

- 連絡機
  - T-33A（1963年～1974年・1986年～1994年 ）
  - T-4（1992年～）

## 登場作品
映画
- 『BEST GUY』